# Senegal i olympiska sommarspelen 2004
Senegal i olympiska sommarspelen 2004 bestod av 16 idrottare som blivit uttagna av Senegals olympiska kommitté.

## Bordtennis
Herrsingel
- Mohamed Gueye
  - Omgång 1: Förlorade mot Torben Wosik från Tyskland (4 - 11, 5 - 11, 6 - 11, 4 - 11)

## Brottning
Fristil, herrar 84 kg
- Matar Sene
  - Pool 7
    - Förlorade mot Sazhid Sazhidov från Ryssland (0 - 4)
    - Förlorade mot Shamil Aliev från Tadzjikistan (3 - 6)
    - Förlorade mot Nicolae Ghita från Rumänien (3 - 11)

  - 4:a i poolen, gick inte vidare (6 TP, 2 CP, 17:a totalt)

## Friidrott
Herrarnas 200 meter
- Oumar Loum
  - Omgång 1: 20.97 s (6:a i heat 6, gick inte vidare, 37:a totalt)

Herrarnas 800 meter
- Abdoulaye Wagne
  - Omgång 1: 1:47.95 (5:a i heat 7, gick inte vidare, 50:a totalt)

Herrarnas längdhopp
- Ndiss Kaba Badji
  - Kval: 7.74 m (14:a i grupp A, gick inte vidare, 27:a totalt)

Damernas 400 meter
- Fatou Bintou Fall
  - Omgång 1: 51.87 s (4:a i heat 1, kvalificerad, 21:a totalt)
  - Semifinal: 51.21 s (4:a i semifinal 2, gick inte vidare, 12:a totalt)

- Amy Mbacke Thiam
  - Omgång 1: 52.44 s (5:a i heat 3, gick inte vidare, 29:a totalt)

Damernas 400 meter häck
- Mame Tacko Diouf
  - Omgång 1: 57.25 s (6:a i heat 4, gick inte vidare, 29:a totalt)

Damernas längdhopp
- Kene Ndoye
  - Kval: 6.45 m (14:a i grupp A, gick inte vidare, 22:a totalt)

Damernas tresteg
- Kene Ndoye
  - Kval: 14.79 m (3:a i grupp A, kvalificerad, 4:a totalt)
  - Final A: 14.18 m (14:a totalt, gick inte vidare)

Damernas 4 x 400 meter
- Aida Diop, Mame Tacko Diouf, Aminata Diouf, och Fatou Bintou Fall **Omgång 1: 3:35.18 (8:a i heat 2, gick inte vidare, 16:a totalt)

## Fäktning
Värja, damer
- (39) Aminata Ndong
  - 32-delsfinal: Startade inte

Sabel, damer
- Nafi Toure
  - Sextondelsfinal: Förlorade mot Catalina Gheorghitoaia från Rumänien (6 - 15)

## Judo
Damernas halv lättvikt (-52 kg)
- Hortense Diedhiou
  - Sextondelsfinal: Bye
  - Åttondelsfinal: Förlorade mot Yuki Yokosawa från Japan (Yoko-shiho-gatame - waza-ari) (gick vidare till återkval)
  - Återkval omgång 1: Förlorade mot Sang Sim Ri från Nordkorea (Sumi-otoshi - yuko)